# NAVTEQ
 (octobre 2016).
Si vous disposez d'ouvrages ou d'articles de référence ou si vous connaissez des sites web de qualité traitant du thème abordé ici, merci de compléter l'article en donnant les références utiles à sa vérifiabilité et en les liant à la section « Notes et références ».
Navteq (NYSE : NVT) est une ancienne société qui fournissait des cartes numériques et d'autres contenus dynamiques pour la navigation et les services de localisation dont la navigation GPS automobile et individuelle.

## Historique

### Genèse
La société a été fondée en 1985 à San Francisco, et avait son siège social à Chicago, Illinois. 
Navteq avait aussi des bureaux à New York, Washington, Los Angeles, Miami, Houston, Boston et San Diego. Navteq édite des cartes dans le monde entier. 
Navteq a commencé par la collecte de données détaillées pour les grandes villes métropolitaines. Puis Philips Electronics a investi dans la société, ce qui a permis à la société de se développer au niveau international, en établissant son premier bureau européen en 1991 et ensuite des bureaux à Yokohama, au Japon en 1996. 
Navteq était une société cotée en Bourse et avait son siège à Chicago et comptait environ 2 000 employés dans le monde. Son siège régional européen était situé à Veldhoven, Pays-Bas. Navteq est présent dans 60 pays. 
Navteq fournit les données utilisées dans une large gamme d'applications, y compris les systèmes de navigation automobile et applications fondées sur le Web, tels que Bing Maps, Yahoo! Maps et MapQuest. Son principal concurrent est le néerlandais Tele Atlas. Navteq est aussi le fournisseur de données utilisées par XM Satellite Radio et Sirius Satellite Radio pour afficher l'Info trafic pour les appareils de  navigation.
Au début de l'année 2007, Navteq a acquis La Carte Network, l'équivalent américain des cartes IGN ou Michelin.
Par ailleurs, Navteq a été le premier acteur du marché à lancer une solution de publicité programmatique géolocalisée permettant aux annonceurs d'adresser les utilisateurs sur les outils de navigation. Menée par Alexandre IBKA en France, cette solution est devenue un standard de l'industrie et est distribuée sur des milliards de smartphones. 

### Acquisition par Nokia
Le 1er octobre 2007, l'acquisition de Navteq par Nokia pour environ 8,1 milliards de dollars (5,7 milliards d'euros) est annoncée. L'entente fut soumise à la réglementation et à l'approbation des actionnaires, puis autorisé en juillet 2008 par la Commission européenne. 
Depuis 2013, les produits Navteq sont commercialisés sous le nom Here, une filiale de Nokia qui n'est pas passée sous le contrôle de Microsoft en 2013[réf. souhaitée]. Cette filiale a été vendue fin 2015 à un consortium de constructeurs automobiles allemands et utilise le nom Here WeGo.

## Principaux clients
- Cartographie sur Internet : Bing Maps, Yahoo! Maps, MapQuest
- Assistants de navigation personnel (PND) : Garmin, Navigon, ViaMichelin, Medion IGN Evadeo, Magellan, Mappy, Snooper, Takara, Nextar, AvMap...
- Applications sur téléphone mobile et PDA: Nokia Ovi Maps, Igo, Copilot, Sygic, NDrive, Route 66, ZorroGPS...
- GPS intégrés dans les automobiles : BMW, Chrysler, Citroën, Fiat, Hyundai, Jaguar, KIA, Land Rover, Mini, Opel, Peugeot, Porsche, Renault, Suzuki, Toyota, Volvo, Volkswagen, JVC ...
- Cartographie professionnelle : Korem, masternaut...